# جيوفاني غراسي
جيوفاني غراسي (بالإيطالية: Giovanni Battista Grassi )‏ (و. 1854 – 1925 م) هو عالم نبات، وعالم حيواني، وعالم حشرات، وسياسي، من مملكة إيطاليا، توفي في روما، عن عمر يناهز 71 عاماً.

## مناصب
تولى منصب عضو مجلس النواب في الجمهورية الإيطالية.

## التعليم
تعلم في جامعة بافيا.

## مناصب وهيئات
أدار جامعة روما سابينزا.

## جوائز
حصل على جوائز منها:
- ميدالية داروين (1896).

## روابط خارجية
- جيوفاني غراسي على موقع الموسوعة البريطانية (الإنجليزية)